# Jean-Baptiste Pompallier
Jean-Baptiste François Pompallier, né le 11 décembre 1801 à Lyon et mort le 21 décembre 1871 à Puteaux, est un missionnaire mariste français ayant joué un rôle important dans l'évangélisation catholique de l'Océanie, notamment Wallis-et-Futuna et la Nouvelle-Zélande. 
Premier vicaire apostolique de Nouvelle-Zélande, il fonde en 1841 la cathédrale Saint-Patrick d'Auckland.

## Biographie

### Débuts
Jean-Baptiste François Pompallier naît le 20 frimaire an X (11 décembre 1801)  au 79 place du Port-Neuville dans le 1er arrondissement de Lyon, fils de Pierre et Françoise Pompallier.
Ordonné prêtre en 1829, il bénéficie de la désignation des maristes (congrégation missionnaire fondée en 1836 par Jean-Claude Colin) en Océanie. Le pape Grégoire XVI érige le vicariat apostolique d'Océanie occidentale, le dimanche de la Trinité 1835. Il confie cette région aux Pères maristes qui désignent Jean-Baptiste Pompallier à la tête de ce vicariat, ce qui est accepté formellement par le pape le 13 mai 1836. Le pape le nomme alors évêque in partibus de Maronea (de). 
Pompallier se lance alors dans un voyage missionnaire en Océanie. « [Il] décide de laisser à Wallis-et-Futuna la moitié de ses prêtres afn de dresser une frontière virtuelle entre le protestantisme à l’est du Pacifque Sud et le monde dit païen qu’il compte bien convertir au catholicisme ».

### Voyage et mise en place des missions à Wallis-et-Futuna et Hokianga
Parti du Havre le 21 décembre 1836, à bord de la Delphine, avec deux prêtres, un frère de la Société de Marie, deux frères de la congrégation de Marcellin Champagnat, il fait escale à Valparaiso où Claude Bret meurt. Le reste de l'équipe monte le 10 août 1837 à bord de l'Europa pour faire escale à Tahiti et aux îles Gambier, où il rencontre en septembre à Mangareva Étienne Rouchouze, vicaire apostolique d'Océanie orientale. Il est accompagné de ses confrères maristes Pierre Bataillon et Pierre Chanel (canonisé en 1954), ce dernier étant destiné à Futuna. Jean-Baptiste Pompallier et ses confrères embarquent à bord du Raiatea pour Tonga le 5 octobre 1837, mais le débarquement leur est interdit (c'est un territoire déjà protestant). 
Le père Bataillon et le frère Joseph-Xavier démarrent leur mission à Uvea (Wallis) le 1er novembre 1837, tandis que Pierre Chanel et le frère Marie-Nizier démarrent celle de Futuna la semaine suivante. Jean-Baptiste Pompallier promet de revenir d'ici six mois, et se dirige ensuite vers Rotuma puis vers la Nouvelle-Galles du Sud où il est accueilli à Sydney par  Polding qui l'informe de la situation en Nouvelle-Zélande. Pompallier repart, cette fois-ci pour la Nouvelle-Zélande, accompagné de Louis Catherin Servant et de Michel-Antoine Colombon. Ils arrivent enfin à destination au port d'Hokianga dans l'île du Nord, le 10 janvier 1838. Il devient le premier vicaire apostolique de Nouvelle-Zélande en 1842. Installé dans la région de l'Hokianga, il y développe une grande activité missionnaire.  
Entre la Nouvelle-Zélande et Wallis et Futuna, « la mission mariste se trouve divisée en deux groupes distants de plus de 2 500 km » et la difficile communication entre ces deux endroits rend les efforts d'évangélisation difficiles. Pompallier retourne à Wallis fin 1841, que le père Bataillon a entrepris d'évangéliser (la conversion est totale en octobre 1842) ; entre-temps, Pierre Chanel a été assassiné à Futuna le 28 avril 1841, en raison de conflits coutumiers entre partisans de la nouvelle religion et le roi Niuliki. L'évêque récupère la dépouille de Pierre Chanel et demande aux marins français l'accompagnant de ne pas exercer de représailles. En 1845, toute l'île de Futuna s'est convertie. 

### Action missionnaire en Nouvelle-Zélande

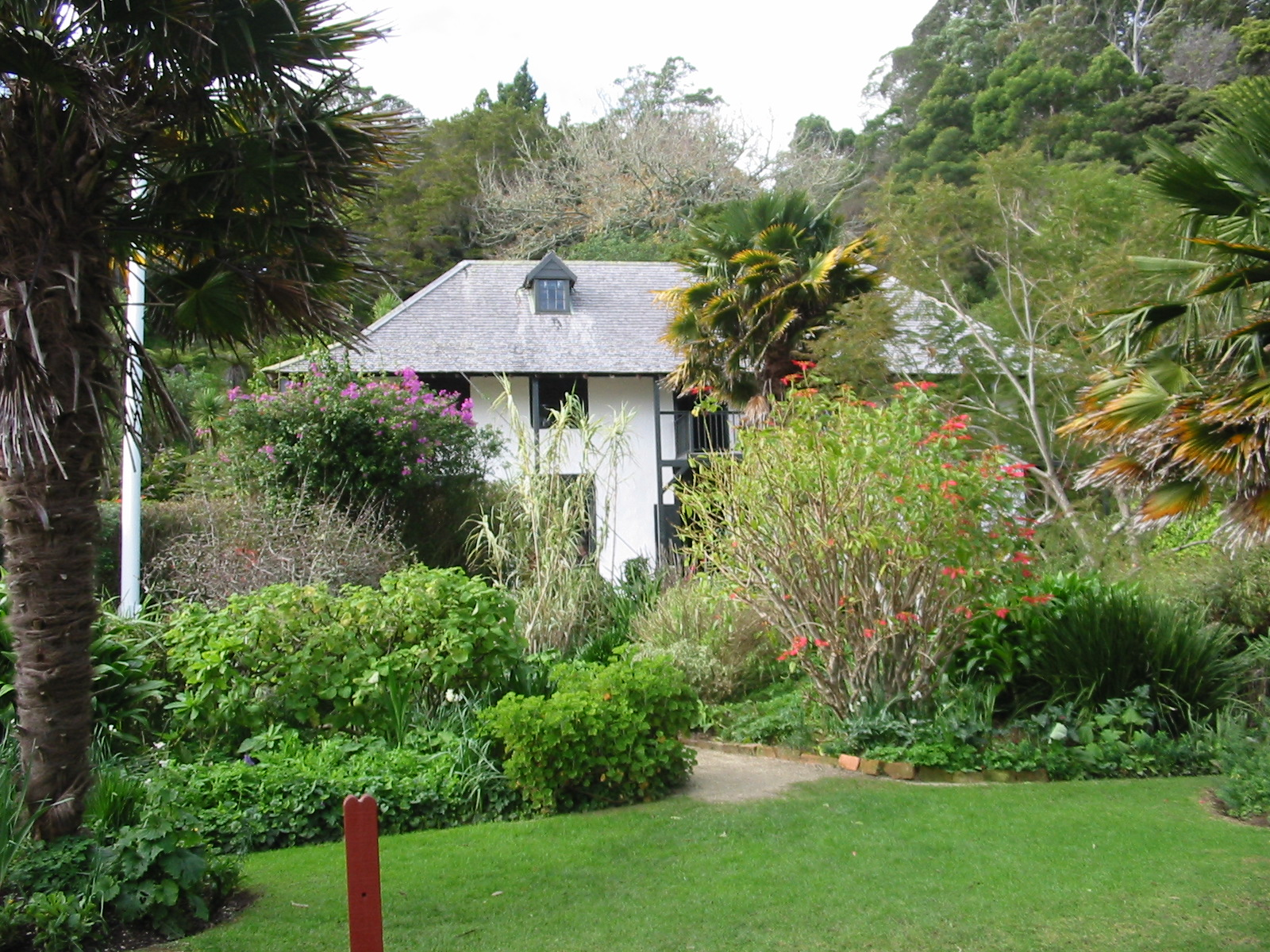
La Pompallier House à Russell (Kororareka), fondée avec une imprimerie par Antoine Marie Garin S.M. en 1841.

En juin 1839, d'autres maristes rejoignent Pompallier en Nouvelle-Zélande : Baty, Jean-Baptiste Épalle et Petit, Élie-Régis, Augustin et Florentin et encore d'autres en décembre suivant Viard, Petitjean, Comte et Chevron, ainsi qu'Attale. Dès 1843, il a déjà fondé outre la mission de Hokianga, celles de Kororareka, Mangakahia, Kaipara, Tauranga, Akaroa, Matamata, Opotiki, Maketu, Auckland, Otago, Wellington,  Otaki, Rotorua, Rangiaowhia et Whakatane. Il installe une tannerie à Auckland  pour la reliure de la Bible maorie et il réussit lors de la rédaction du traité de Waitangi (1840) à imposer un article sur la liberté de religion. 
En 1843, le vicariat ouest-océanien est scindé en deux, l'Océanie orientale sous l'autorité de Pierre Bataillon, et l'Océanie continentale, la Nouvelle-Zélande, sous celle de Pompallier. En 1848, celui-ci est scindé en vicariat de Wellington Philippe Viard et vicariat d'Auckland (Pompallier) dont le siège est à la cathédrale Saint-Patrick.
Après un voyage à Rome en 1846, Jean-Baptiste Pompallier devient en 1848 le premier évêque d'Auckland. Il est de retour en avril 1850 dans sa ville épiscopale, et le demeure jusqu'à son retour en France, pour des raisons de santé, en 1869. Il meurt le 21 décembre 1871 à 15 h 30 au 14 rue des Pavillons à Puteaux près de Paris.

## Exhumation et inhumation

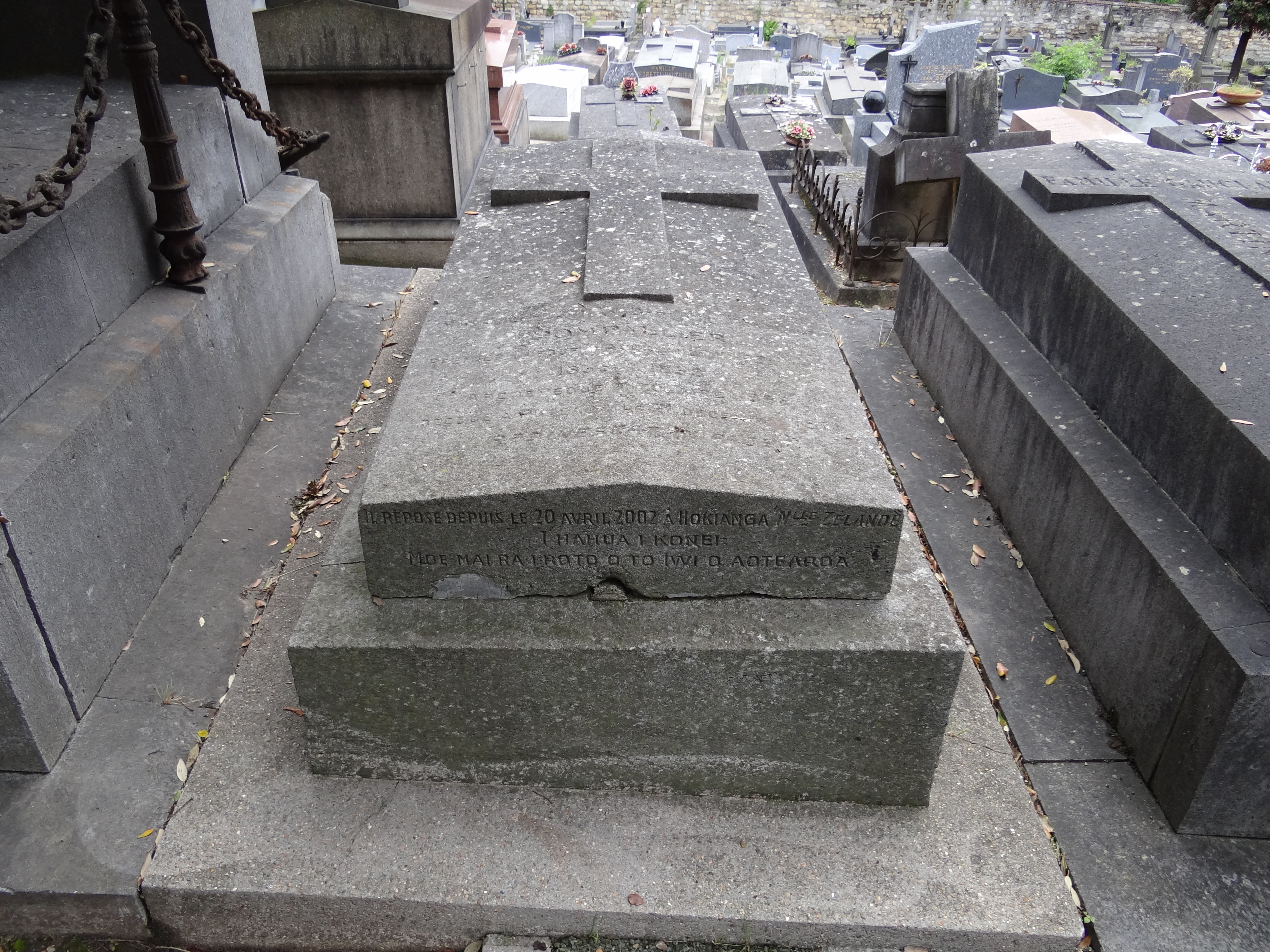
La tombe de Jean-Baptiste Pompallier de 1871 à 2002 au cimetière ancien de Puteaux (Hauts-de-Seine).

Le 9 janvier 2002, il est exhumé du cimetière de Puteaux, où il reposait depuis décembre 1871, puis est inhumé définitivement le 20 avril dans l'église "Hata Maria Church" (église Sainte-Marie) de Motuti en Nouvelle-Zélande, en présence de l'ambassadeur de France et d'une forte assistance de Maoris dont la reine Te Atairangikaahu. Des reliques furent aussi transférées à Hokianga, village Maori de Nouvelle-Zélande (morceaux du cercueil de la tombe de Puteaux, dents, etc.)

## Décoration
Par décret du 25 avril 1844 du gouvernement du roi Louis-Philippe Ier, Jean-Baptiste Pompallier est fait chevalier de l'ordre de la Légion d'honneur.